# Дорогівська сільська рада
| Дорогівська сільська рада — орган місцевого самоврядування у Галицькому районі Івано-Франківської області з адміністративним центром у с. Дорогів. Історична дата утворення: в 1940 році. Водоймища на території, підпорядкованій даній раді: річка Сівка. Сільській раді підпорядковані населені пункти: - с. Дорогів — населення: 731 чол.; площа 14,974 кв.км; засн. в 1439, - с. Колодіїв — населення: 686 чол.; площа 6,642 кв.км. |

## Склад ради
Рада складається з 16 депутатів та голови.

### Керівний склад ради
| ПІБ                   | Основні відомості                                            | Дата обрання | Дата звільнення |
| --------------------- | ------------------------------------------------------------ | ------------ | --------------- |
| Тимків Ігор Пилипович | Сільський голова, 1952 року народження, освіта, безпартійний | 26.03.2006   | 31.10.2010      |

Примітка: таблиця складена за даними джерела